# Top (gay slang)

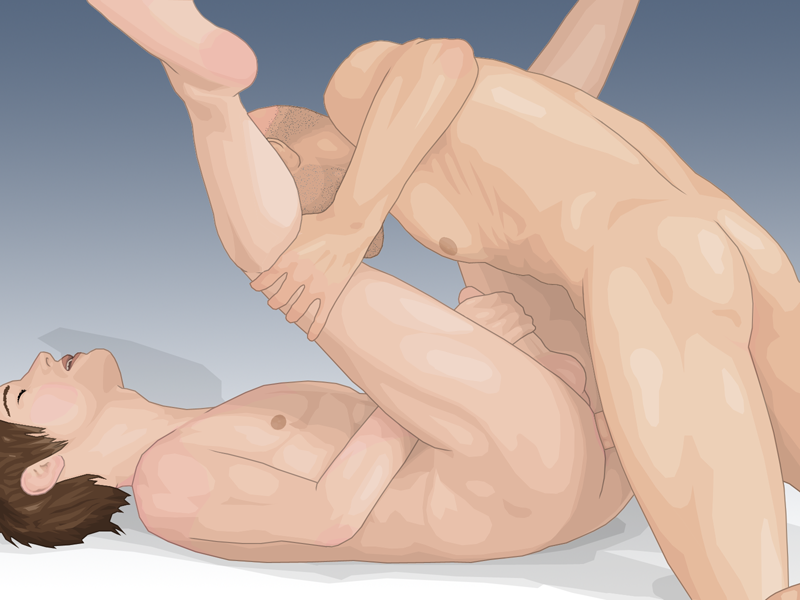
Muž vpravo je v aktivní roli – top.

Top (česky „svršek“/„hořejšek“) nebo též aktiv je původně slangový výraz popisující roli při sexuálním styku, zejména mezi homosexuálními či bisexuálními muži. Jde o aktivní roli penetrátora. Jiné, alternativní role označují termíny bottom/pasiv, verzatil či side.
Rozdělení rolí vychází zejména z penilně-análního styku, kdy jeden muž proniká svým penisem do anu druhého. Ten, který proniká, penetruje, je označován jako aktiv nebo top. Spíše v kontinentální Evropě rozšířený termín „aktiv“ souvisí s rolí penetrátora, který je při styku typicky vnímán jako aktivnější, dominantnější. Anglický termín „top“ (doslovně vrch, vršek, vrchol, špička nebo též přebít, trumfnout, horní, nejvyšší, vrcholný, vést, být nahoře…) souvisí též s horní pozicí penetrátora při většině běžných sexuálních poloh. 
Toto označení a rozdělení rolí je v menší míře spojováno i s orálním stykem mezi muži. Top se v přeneseném významu užívá též v slangové BDSM terminologii pro označení dominantního partnera.
V širším pojetí toto rozdělení rolí slouží jako základ sebeidentifikace označující obvyklou preferenci jedince. Top je v tomto smyslu gay obvykle v sexu upřednostňující aktivní roli penetrátora. Termín může též popisovat širší sociální, psychologickou a sexuální identitu, bývá spojován s dominancí a maskulinitou.